# تلفيف
تلفيف (بالإنجليزية: Gyrus)‏ هو جزء من أحد فصوص الدماغ حيث أن كل فص مكون من عدة تلافيف تفصل بينها أتلام (انخفاضات أو أخاديد).
تظهر التلافيف على أوجه الدماغ بشكل متعرج عادة، وتعطي التلافيف والأتلام ذلك المظهر المطوي للدماغ في البشر والثدييات الأخرى.
يحوي على الخلايا العصبية الدماغية المتنوعة المسؤولة عن الحس أو الحركة أو التفكير.
حسب الفص الدماغي التابع له وكذلك على خلايا دبقية التي تشكل الأغلبية.

فصوص الدماغ:
الفص الصدغي
الفص القذالي
الفص الجداري
الفص الجبهي

## تلافيف الدماغ
التي تظهر على الوجه الوحشي:

### تلافيف الفص الجبهي
- تلفيف جبهي علوي
- تلفيف جبهي أوسط
- تلفيف جبهي سفلي
- تلفيف أمام مركزي :أمام الشق المركزي

### تلافيف الفص الجداري
- تلفيف خلف مركزي :خلف الشق المركزي
- تلفيف جداري علوي
- تلفيف جداري سفلي
- تلفيف فوق هامشي
- تلفيف زاوي

### تلافيف الفص الصدغي
- تلفيف صدغي علوي
- تلفيف صدغي أوسط
- تلفيف صدغي سفلي

### تلافيف الفص القذالي
- تلافيف قذالية.